# Saison 11 d'Alerte Cobra
Chronologie
Saison 10 Saison 12
Cet article présente le guide des épisodes la onzième saison de la série télévisée Alerte Cobra.

## Distribution

### Acteurs principaux
- Erdoğan Atalay : Sami Gerçan (inspecteur)
- René Steinke : Tom Kranich (inspecteur)

### Acteurs récurrents
- Charlotte Schwab : Anna Angalbert (chef de service)
- Carina Wiese : Andréa Schäffer (secrétaire)
- Dietmar Huhn : Henri Granberger (brigadier)
- Gottfried Vollmer : Boris Bonrath (brigadier)
- Siggi H : Siggi Müller (brigadier)

## Diffusion
En Allemagne, la saison a été diffusée du 14 février 2002 au 2 mai 2002, sur RTL Television.
En France, la saison a été diffusée du 5 décembre 2001 au 25 novembre 2004 sur TF1. À noter que TF1 diffusait aléatoirement les épisodes.

## Épisodes

### Épisode 1:Relais routier
- Allemagne : 14 février 2002 sur RTL Television
- France : 4 novembre 2004 sur TF1

### Épisode 2:Mauvaise pioche
- Allemagne : 15 novembre 2001 sur RTL Television
- France : 28 octobre 2004 sur TF1

### Épisode 3:Le bonheur était de courte durée
- Allemagne : 28 mars 2002 sur RTL Television
- France : 3 novembre 2004 sur TF1

### Épisode 4:Un amour éternel
- Allemagne : 4 avril 2002 sur RTL Television
- France : 12 décembre 2001 sur TF1

### Épisode 5:C'est encore loin l'Amérique
- Allemagne : 11 avril 2002 sur RTL Television
- France : 5 décembre 2001 sur TF1

### Épisode 6:La marque du serpent
- Allemagne : 18 avril 2002 sur RTL Television
- France : 21 septembre 2003 sur TF1

Des tueurs à gages pourchassent Peter Schmidt et son fils Robert, jusqu'à ce qu'ils sortent de la route. Peter survit à cet accident mais est gravement blessé, alors que son fils en sort presque indemne. Les tueurs n'en restent pas là et comptent bien mener leur contrat jusqu'au bout. 

### Épisode 7:Les maîtres chanteurs
- Allemagne : 25 avril 2002 sur RTL Television
- France : 2 novembre 2003 sur TF1

Alors qu'ils contrôlent une voiture sur l'autoroute, Tom et Sami assistent à une course-poursuite entre une voiture de police de la brigade ADS23 et un camion. Ils prennent part à la poursuite pour aider leurs collèges, mais le poids lourd est victime d'un accident avec un autre camion, dans lequel les deux conducteurs meurent sur le coup.

### Épisode 8:Amnésie totale
- Allemagne : 2 mai 2002 sur RTL Television
- France : 25 novembre 2004 sur TF1

Sami n'est pas encore arrivé au bureau et Tom se voit contraint de poursuivre seul une voiture qui roule à vive allure sur l'autoroute. La poursuite se conclut par un accident au niveau d'un chantier, provocant de nombreux dégâts. Lorsque Tom arrive au niveau de la voiture fugitive pour sauver son conducteur d'un incendie, il découvre Sami au volant de celle-ci. 